# Teatro Nacional D. Maria II
Teatro Nacional D. Maria II (TNDM II, Teatr Narodowy D. Marii II) – teatr w Lizbonie, w Portugalii. Zabytkowy budynek teatru jest jednym z najbardziej prestiżowych sal Portugalii i znajduje się na placu Rossio w centrum miasta.
Teatr został zbudowany na północnej stronie placu Rossio w miejscu starego Palácio dos Estaus, wybudowanego około 1450 jako miejsce zakwaterowania dla zagranicznych dygnitarzy i szlachty odwiedzających Lizbonę. W XVI wieku, kiedy Inkwizycja została wprowadzona w Portugalii, pałac ten stał się siedzibą Inkwizycji. Pałac przetrwał trzęsienie ziemi z 1755, ale został zniszczony przez pożar w 1836 roku.
Dzięki intensywnym staraniom poety i dramaturga Almeidy Garretta, postanowiono zastąpić stary pałac przez współczesny teatr, poświęcony królowej Marii II. Budynek został zbudowany między 1842 i 1846, w stylu neoklasycystycznym według projektu włoskiego architekta Fortunato Lodi.
Budynek jest najlepszym przykładem neoklasycznej architektury Palladianizmu w Lizbonie. Główną cechą fasady jest portyk z sześcioma jońskimi kolumnami, ponownie wykorzystanych z Klasztoru św. Franciszka w Lizbonie z trójkątnym przyczółkiem. Tympanon przedni zdobią rzeźbione płaskorzeźby przedstawiające Apollo i Muzy.
Front wieńczy posąg renesansowego dramaturga Gil Vicenta (1464-1536), uważanego za twórcę portugalskiego teatru.
Wnętrze teatru został ozdobionych przez wielu ważnych XIX-wiecznych portugalskich artystów, ale wiele z tych dekoracji zostało zniszczonych w pożarze w 1964 roku. Teatr został całkowicie zmodernizowany i ponownie otwarty w 1978 roku.